# 八百比丘尼
八百比丘尼（やおびくに）は、日本の伝説上の人物。特別なもの（人魚の肉など）を食べたことで不老長寿を獲得した比丘尼である。福井県小浜市と福島県会津地方でははっぴゃくびくに、栃木県栃木市西方町真名子ではおびくに、その他の地域ではやおびくにと呼ばれることが多い。

## 概要
中山太郎、堀一郎、柳田国男らの調査によると、八百比丘尼の伝説は北海道と九州南部以南を除くほぼ全国に分布している。
柳田の研究をもとにさらに具体的に調査した高橋晴美によると、その伝説は全国28都県89区市町村121ヶ所にわたって分布しており、伝承数は166に及ぶ（石川・福井・埼玉・岐阜・愛知に多い）。白比丘尼(しらびくに)とも呼ばれる。800歳まで生きたが、その姿は17～18歳の様に若々しかったといわれている。地方により伝説の細かな部分は異なるが大筋では以下の通りである。

## 各地の伝説

### 新潟県佐渡市
佐渡島にある佐渡市羽茂に伝わる話では、八百比丘尼はここで誕生し、上記の通りに人魚の肉を食べて1000年の寿命を得たが、自身は年をとらないことをかえってはかなみ、寿命のうち200年分を国主に譲って諸国を巡り、最期は800歳になった時に若狭へ渡って入定したという。また、柳田国男は、後述の1449年の記録も参照のうえ、八百比丘尼の生誕を大化（645〜650年）から大同（806〜810年）の間であろうと推定している。

#### 福井県小浜市の類話
ひとりの娘が特殊なものを食べて不老長寿（1000年の寿命）を獲得する。800歳のとき、若狭の殿様が重病になった。娘は残りの寿命を殿様に譲り、生涯を終えた。八百比丘尼と呼ばれ、八百姫明神にまつられる。

### 群馬県前橋市
前橋市下増田町で庚申待（農業の神をまつり夜食を共にする）が行われていた。近くの広瀬川の“龍宮”という所から、珍しい魚を持った客がやってきて庚申待に加わった。ひとりの村人が客に断りもなくそれを食べてしまうと、身勝手を責められ、村を去る。去り際、松の小木を植える。年月を経て村に帰ってきたが、知っている者は誰もいない。あの時の松の木を切って年輪を数えたら800年が経っていた。この地は比丘尼台と呼ばれるようになった。
比丘尼台の近くに尼僧が住んでいたこともある。近くの尼が池という所で行をしていた。“竜宮で貰った何か”を食べ、800歳まで生きた。彼女は八百比丘尼と呼ばれる。

### 東京都青梅市
東京都青梅市塩船にある真言宗醍醐派の別格本山、塩船観音寺は大化年間（645年 - 650年）に、白玉椿姫の異名を持つ若狭国の八百比丘尼が関東遍歴の折、この地こそ諸仏が鎮護する霊地であると感得し、紫金の千手観音像を安置したことに始まると伝えられている。

### 愛知県春日井市
春日井市白山町に円福寺という寺院がある。境内に「八百比丘尼堂」がある。この地は八百比丘尼生誕の地であると伝えられる。

### 岐阜県下呂市
岐阜県下呂市馬瀬中切に伝承される八百比丘尼物語は『浦島太郎』と混ざった話として存在し、全国的にも稀である。

### 1449年の記録
文安6年（1449年）、200歳とも800歳ともいわれる比丘尼が若狭から上洛したという記録が残っている。役人の日記である『中原康富記』の5月26日の項に｢今月20日白比丘尼という200歳の女性が上洛した。見世物として料金を取っている。白髪だから白比丘尼というのだろうか｣と記されている。『唐橋綱光卿記』の6月8日の項では、比丘尼の年齢を800歳としている。『臥雲日件録』の7月26日の項では白比丘尼は八百老尼と同じであると解されている。金持ちからは銭100枚、貧しいものからは銭10枚を徴収していると記されている。ただし、この老尼は八百比丘尼伝説を利用した芸能者だったと考えられている。当時から八百尼丘尼の伝説は尼によって布教活動に利用されており、こうした伝説を利用する女性も少なくなかった一例である。彼女は歩き巫女(あるきみこ)だったという説がある。

### 京都府京丹後市
京都府北部の丹後半島の京丹後市丹後町では、乗原（のんばら）に住んだ大久保家の娘が、修験者がやってきた庚申待の講の際に、修験者が持ってきた人魚の肉を食べて800年生きたと伝えられている。娘は、長命で記憶力が高く、昔のことをよく覚えており、天気を読むことができたため、その能力をかわれて、若狭国の領主に召された。領主には、昔話をよく聞かせ慰めたという。娘は、若狭の国で亡くなる。亡くなる前は、記憶力も衰えていたが、丹後の網野から久美浜への道にあった杉の大木の並木のことは覚えており、それについて尋ねたという。その杉の並木は残ってはいないが、木津の網野駅付近の田んぼには杉の埋木も多い。また、乗原では千年生きたとして「千年比丘尼」として伝承されている。大久保家の本家である嘉平治氏宅には、比丘尼の位牌が残されている。大久保家には、平家落人伝説も残る。比丘尼は、乗原北方の道沿いに松を植えたり、石を敷き詰めたり、道を直したり、寺社の修繕、水探り、橋を架けるなど、社会事業に尽くしたという伝説も残る。そのため村人は庚申塚に祀っていたが現存していない。乗原には、比丘尼が植えた松から作ったとされる直径1ｍ近くある火鉢が残っている。

### 京都府宮津市
京都府北部では、栗田半島にも八尾比丘尼の伝承が残されている。宮津市栗田の海岸には、「八百比丘尼の塔」がある。宮津市栗田半島塔ヶ鼻には、八百比丘尼の庵跡がある。

### 福井県小浜市

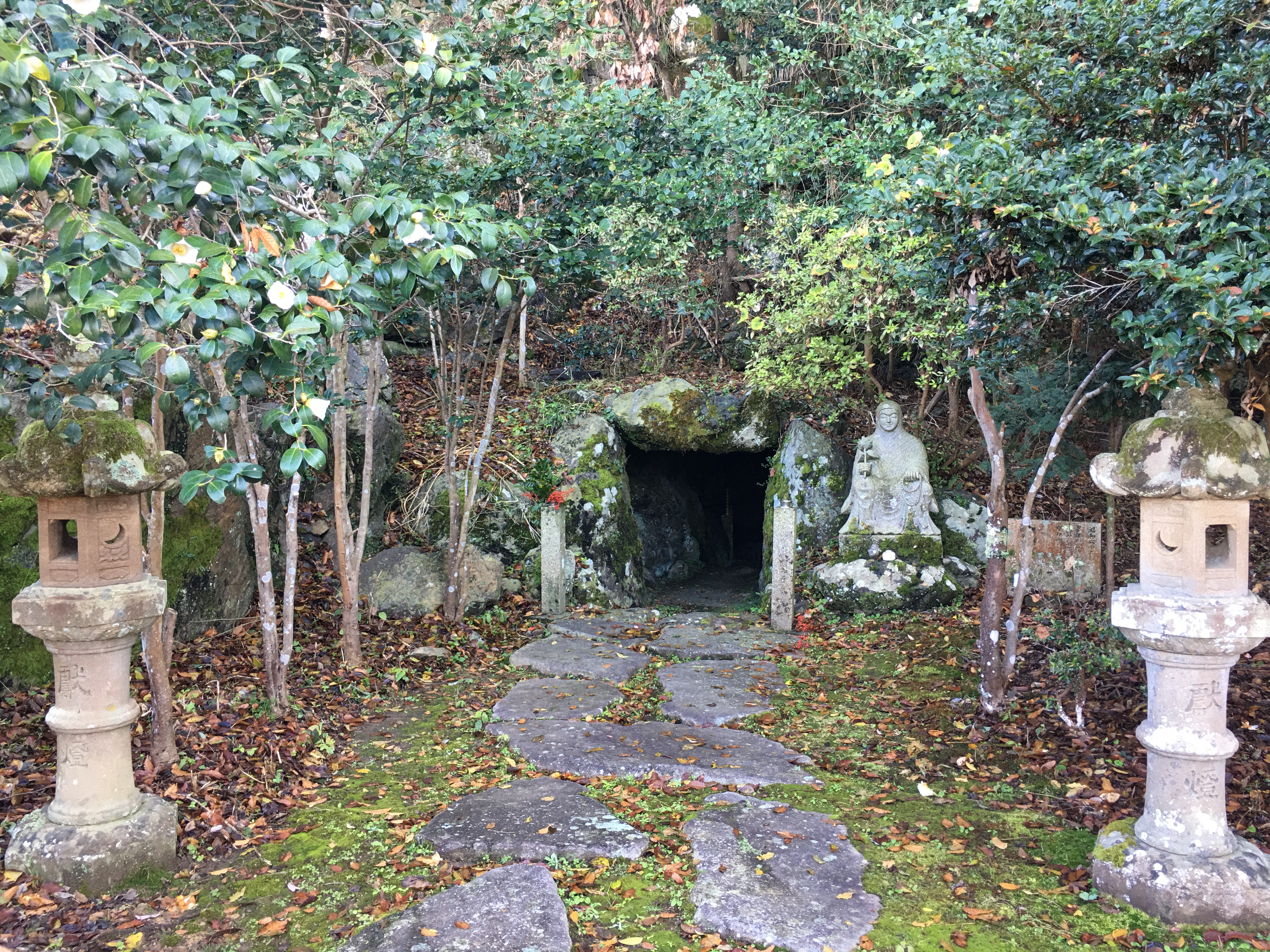
八百比丘尼入定洞（福井県小浜市空印寺）

小浜市における伝承では、八百比丘尼の出生地について諸説が存在する。勢村（現在の福井県小浜市東勢及び同市西勢）の生まれとする伝承と、西津荘（現在の福井県小浜市山手周辺）とする伝承、根来村（現在の福井県小浜市上根来及び同市下根来）の鵜瀬川の周辺とする伝承などである。
八百比丘尼が晩年に仕えたとされる小浜市の神明神社の境内には、八百比丘尼を祀る社があり、長寿を願う人々に厚く信仰されている。境内の八百姫宮には、室町時代と江戸時代(17世紀後半)に造られたとされる2体の像がまつられており、江戸時代の新像は、神式風の衣装で、右手に願いを叶える宝珠、左手には白玉椿の枝を持ち、目に水晶の玉眼を施している。本来は新旧ともに非公開であったが、2017年以降は期間限定で福井県立若狭歴史博物館で公開されている。

#### 小浜の伝説

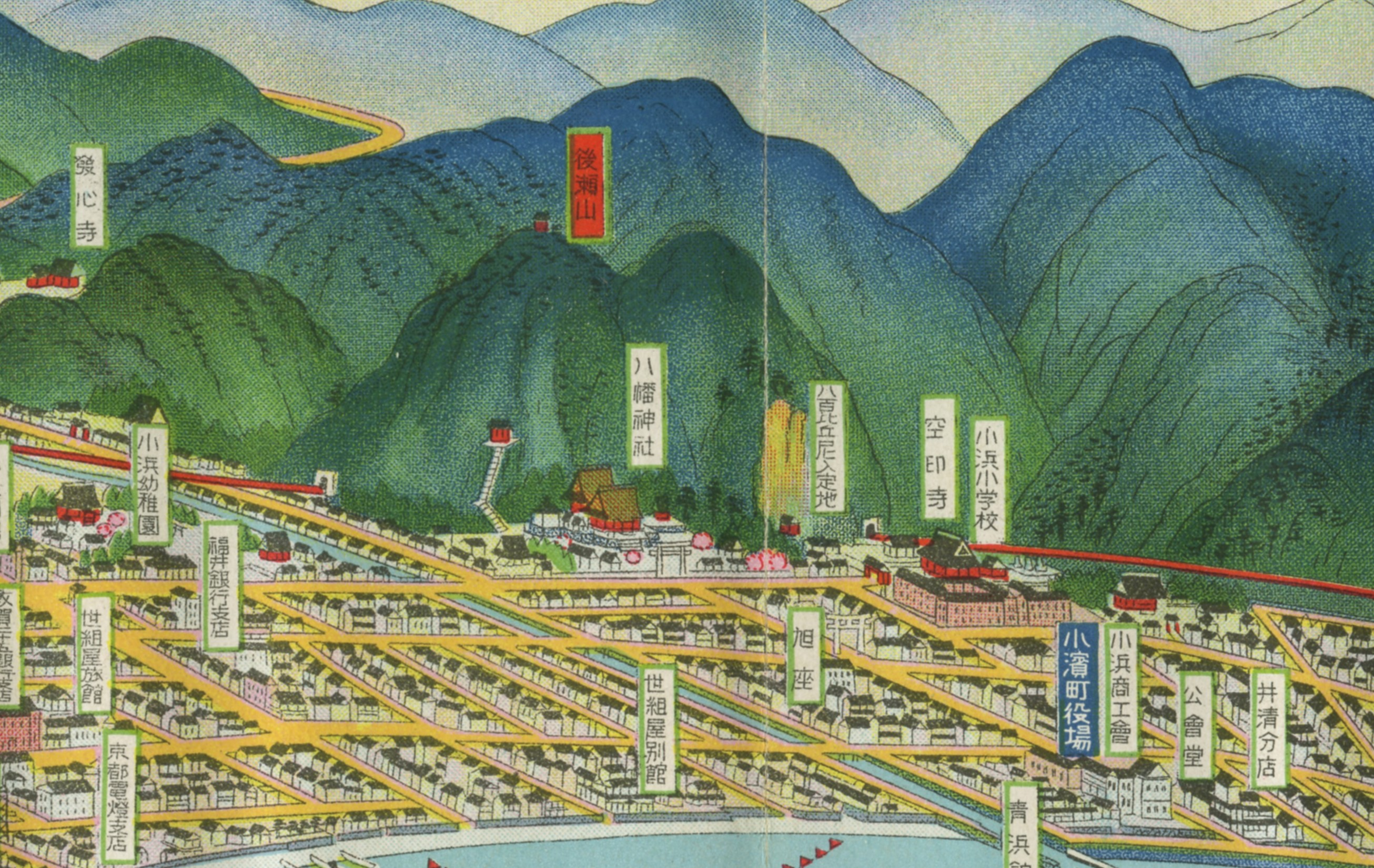
若狭小浜町鳥瞰図（八百比丘尼入定地）

一人の少女（高橋長者の娘だと言う説や漁師の妻や子）が不注意にも、正体のしれない魚の肉を食べた（それがあとで「人魚の肉」とわかる）。少しも年をとらず、常に16、7才の娘のように肌の色が美しく白比丘尼と呼ばれた。全国至る所に八百比丘尼伝説（伝承・遺跡）を残した。800歳（200歳、400歳等説多数）という長寿を保ち、若狭の国小浜の曹洞宗空印寺（寺院内の境内に属する洞窟　入口の高さ1丈5尺　幅1丈　奥行14.5間）で入定した。

#### 八百比丘尼入定洞
福井県小浜市の空印寺にある。洞窟内は奥行き8メートルあり、広さは4畳ほど。洞窟前に「八百比丘尼」と記された碑がある。碑は花崗岩でできている。

### 福井県おおい町
福井県大飯郡おおい町と京都府綾部市の境界付近に尼来峠という地名が残っている。小浜市の八百比丘尼が綾部市の寺に通うために通ったと伝えられ、彼女がいつまでも若いままであることが近隣住民の評判になり、尼来峠と呼ばれるに至った。

### 栃木県栃木市
栃木県栃木市西方町真名子の男丸集落は、後の八百比丘尼になるとされる八重姫が産まれた場所との伝説があり、「おびくにさま」として親しまれている。現存する八百比丘尼堂には、尼になった自らの姿を彫り、生まれ故郷真名子に送ったとされる「八百比丘尼尊像」が厳かに安置され、また、同敷地内には、八重姫が八百年経ったのを知らず、若いままの自分の姿が映り驚愕したという「姿見の池」が残っている。 現在でも旧暦の8月25日は命日にあたることから、地域の人達で供養を行い、伝説を偲んでいる。

### 鳥取県米子市
米子市彦名町にある粟嶋神社の入口から右奥150メートルほどのところにある「静の岩屋」という洞窟がある。粟嶋では数人で信仰していたリンゴン（龍神）講があって当番は仲間にご馳走をするのが通例であった。ある年の当番が、人魚の肉と言われるものを出したものの誰一人口にするものはなかったが、1人家に持ち帰った者がいて、そこの娘が食べたところ不老不死になってしまった。その後1人歳をとることがないため、絶食して命を絶つことを決意。その際、仏壇の鐘を持ち出して、音が聞こえなくなればそれが命日だと言って洞窟に入っていった。数日間鳴り続けて音が聞こえなくなった。その時800歳であったことから「八百べくさん」と言われるようになった。べくとは比丘尼のことである。

## その他
『本朝神仙記伝』の著者は、若狭で入定したのは一種の尸解であろうとしている。

### 八百比丘
長野市には八百比丘尼ならぬ八百比丘の伝説がある。
戸隠神社を構成する五つの宮の一つ、中社（ちゅうしゃ）の境内に、1辺72メートルの正三角形の頂点の位置に植えられた杉の巨木がある。これは、若狭の国出身の比丘（つまり男性）が植えたものと言われている。
昔、若狭の国に一人の漁師がいた。妻は亡くなっており、三人の子供と暮らしていた。ある日、海で美しい女性を発見した漁師は、「私にも子供がいる。私を殺せばあなたの子供に不幸が訪れる」という命乞い（警告？）にもかかわらずそれを漁獲して持ち帰る。翌日、漁で家を空けている間に三人の子供が人魚の肉を鍋で煮て食べてしまった。当時、人魚を食べた者は人魚になるという言い伝えがあったが、その通り子供たちは人魚になってしまった。そんなある日、彼のもとにお告げが下る。曰く出家して戸隠大権現に詣で、3本の杉を植えよと。気が付くと三人の子供は冷たくなっていた。
これらの杉の木はもちろん現存する。天然記念物に指定されている。樹齢900年から1000年。

## 八百比丘尼を題材とする作品
小説
- 古今奇談莠句冊 - （近路行者の読本）
- 南総里見八犬伝（作：曲亭馬琴）
- 吉原御免状（作：隆慶一郎）
- 陰陽師（作：夢枕獏）
- 夢源氏剣祭文（作：小池一夫）
- モンスター娘のお医者さん（作：折口良乃）

漫画
- 火の鳥 (漫画)『異形編』『太陽編』（作：手塚治虫）
- 妖女伝説『月夢』（作：星野之宣）
- 八百比丘尼（作：山岸凉子）
- 人魚シリーズ（作：高橋留美子）
- 無限の住人（作：沙村広明）
- 地獄先生ぬ〜べ〜（原作：真倉翔・作画：岡野剛）
- 阿弖流為II世（原作・高橋克彦、作画・原哲夫）
- あまつき（作：高山しのぶ）
- XXXHOLiC（作：CLAMP）
- 怪異いかさま博覧亭（作：小竹田貴弘）
- ミカるんX（作：高遠るい）
- 瞬け!シャイン（作：安堂友子）
- スクール人魚（作：吉富昭仁）
- このはな綺譚（作：天乃咲哉）
- 妖怪の飼育員さん（作：藤栄道彦）
- 私を喰べたい、ひとでなし（作：苗川采）

アニメ
- ルパン三世 血の刻印 〜永遠のMermaid〜
- Mnemosyne-ムネモシュネの娘たち-

ゲーム
- 水の旋律
- SIREN
- Fate/Grand Order
- あんさんぶるスターズ!